# Palazzo Ciaburro

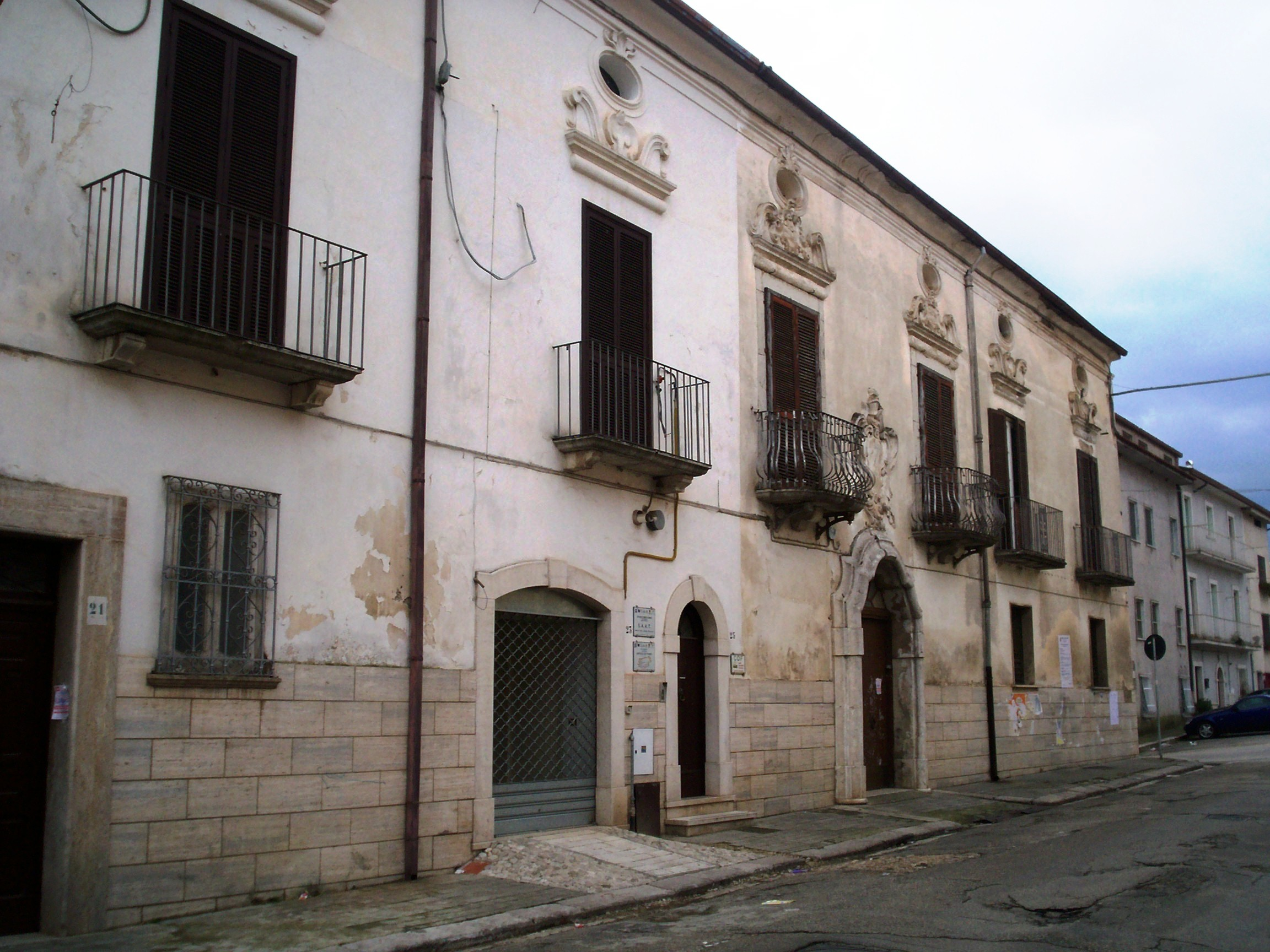
Palazzo Ciaburro in Cerreto Sannita, Fassade aus dem 18. Jahrhundert zur Via Giuseppe Biondi

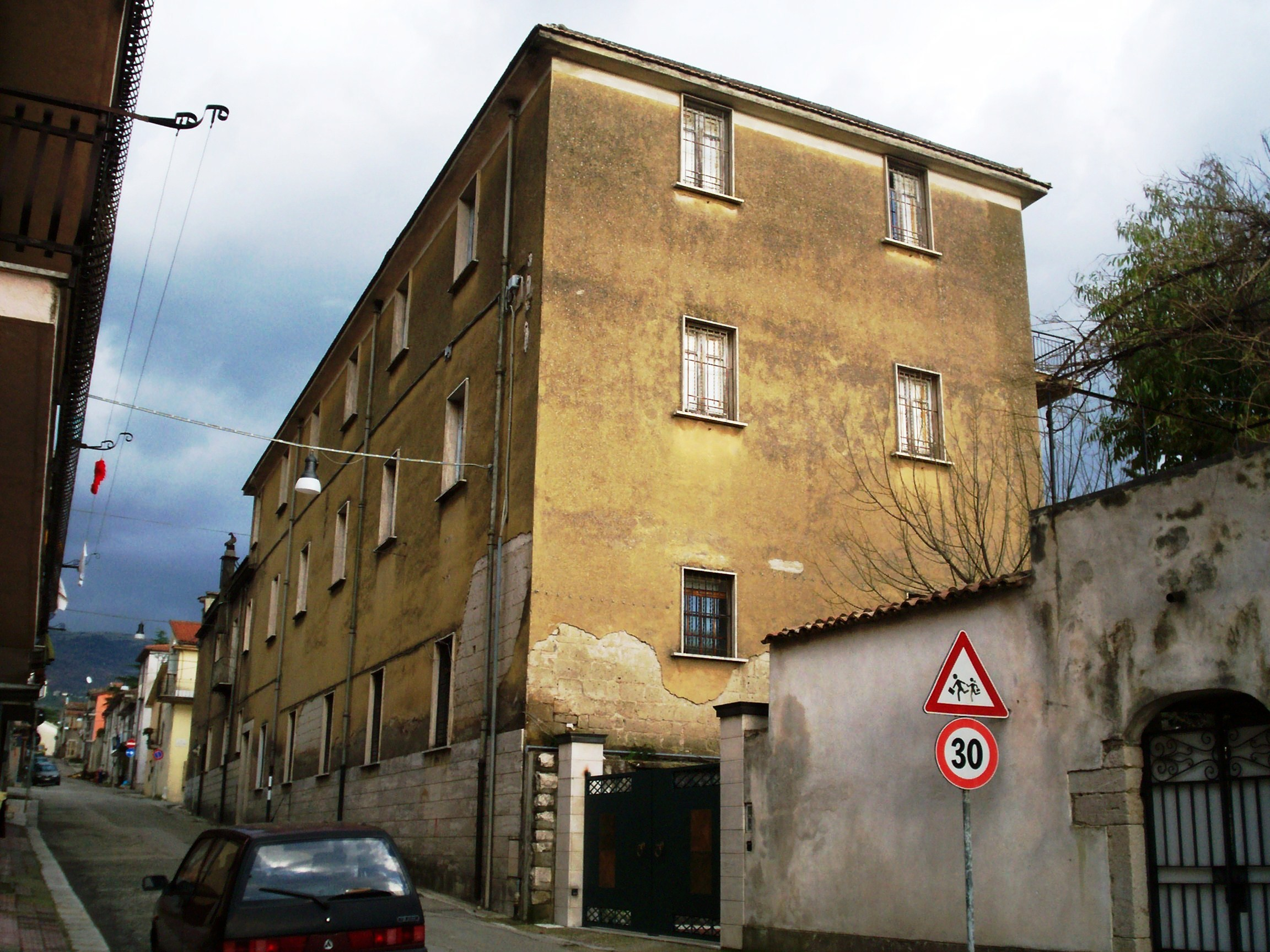
Die Erweiterung des Palastes aus dem 20. Jahrhundert an der Via Vescovo Angelo Massarelli

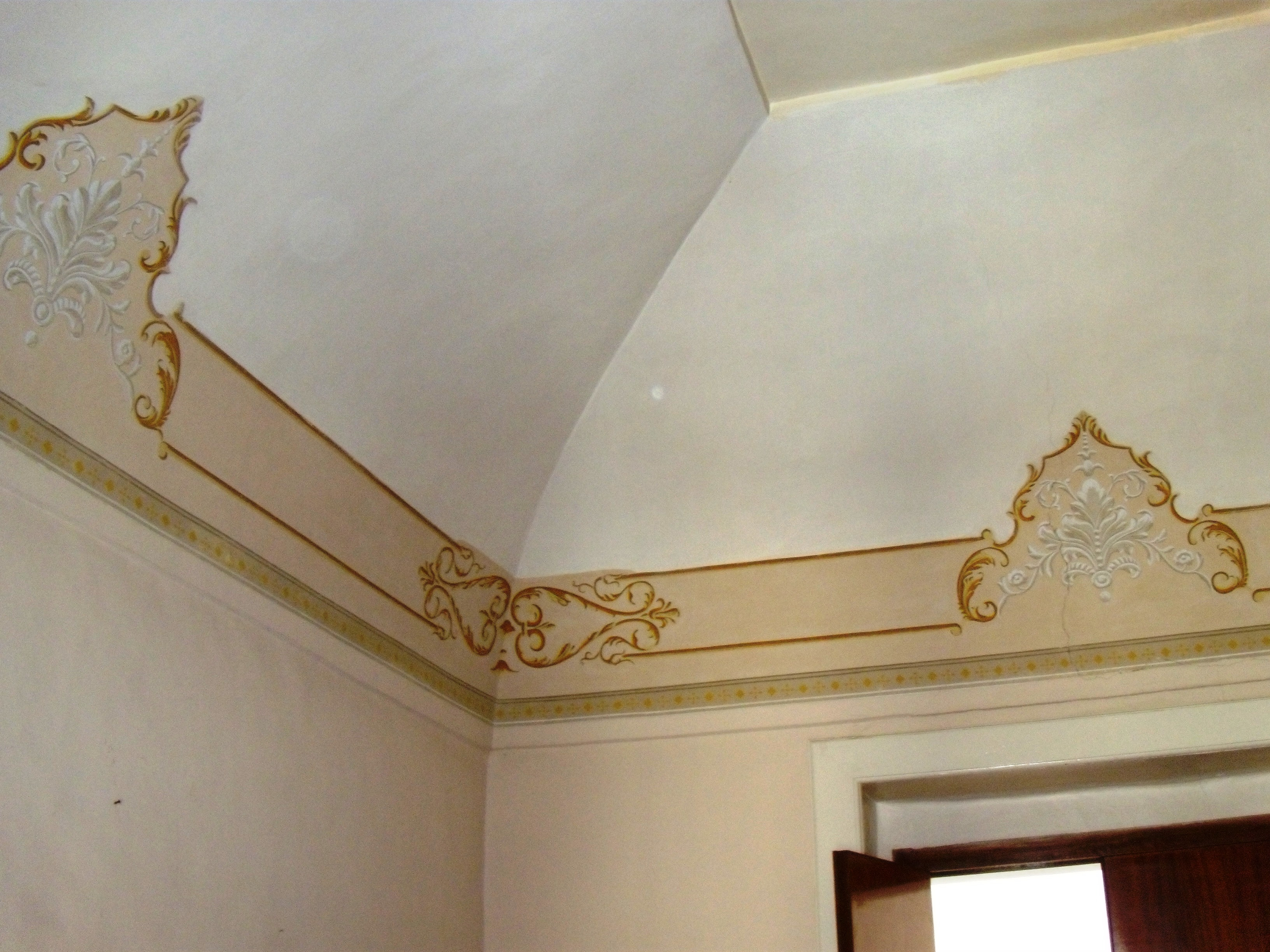
Ein Saal mit Verzierungen aus dem 18. Jahrhundert

Der Palazzo Ciaburro ist ein Palast aus dem 17. und 18. Jahrhundert in Cerreto Sannita in der italienischen Region Kampanien. Er liegt in der Via Giuseppe Biondi, 27. Einige Jahrzehnte lang war dort ein Waisenhaus für Jungen untergebracht.

## Geschichte
Der Palast im neuen Cerreto, das nach dem Erdbeben vom 5. Juni 1688 aufgebaut worden war, wurde von Giovan Battista Ciaburro geplant, der bald ein Nachbarhaus anbaute.
Weitere Erweiterungen gab es 1720 und 1744, während 1780 die Casa palazziata (dt.: Palasthaus) durch eine hauseigene Ölmühle bereichert wurde.
Dort lebte auch Martino Ciaburro, der die mehrfarbigen Marmoraltäre der Collegiata di San Martino entwarf, die dann von den Gebrüdern Pagano 1736 gefertigt wurden.
Der Palast war am 27. September 1860 Schauplatz eines Reaktionsversuchs, als einige Schmuggler, ermutigt durch die Stimme der königlichen Truppen, die von Amorosi Richtung San Salvatore Telesino marschierten, die örtliche Station der Nationalgarde angriffen und sich mit Gewehren und dort vorhandenen Waffen bewaffneten. Später zwangen die Aufständischen die Musikkapelle, ihnen bis zum Platz vor der Kathedrale zu folgen. Veranlasst von Bischof Luigi Sodo, sich zu zerstreuen, fanden sie sich vor diesem Palast ein, der damals Giacinto Ciaburri gehörte kurz nach der Flucht der Familie durch den Garten angegriffen und ausgeplündert wurde. Bischof Sodo aber wurde angeklagt, der Initiator der Revolte gewesen zu sein, und nach der Erstellung eines Haftbefehls floh er am 7. November nach Neapel. Er kehrte am 15. Juni 1861 in das Dorf zurück, musste aber erneut fliehen, weil er der Begünstigung der Räuber verdächtigt wurde.
Der letzte Spross der Familie Ciaburro, der Priester Arturo Ciaburro (1876–1950), gründete in dem Palast ein Waisenhaus für Knaben, das von den Suore dei Angeli in Neapel verwaltet wurde. Nach dem Tod des Priesters wurden das Waisenhaus und der Kindergarten bis in die 1980er-Jahre weiterbetrieben.
2004 kaufte die Gemeinde Cerreto Sannita das Gebäude, was aber sehr umstritten war: Die Gemeindeverwaltung hatte die Immobilie unter Aufnahme eines Kredits von 700.000 Euro gekauft, damit es in ein Restaurierungsprojekt namens Il Contratto di quartiere II integriert werden konnte. Aber angesichts der fehlenden Verbindung zu dem Projekt wurde ein Teil des Komplexes zum Verkauf angeboten, auch wenn die beiden Versteigerungen erfolglos waren. Ein weiterer Teil des Gebäudes wurde zum Sitz der Büros des Sozialbereichs B3 umgebaut.

## Beschreibung
Die Fassade zur Via Giuseppe Biondi ist größtenteils in ihrer originalen Form aus dem 18. Jahrhundert mit kleinen Balkonen mit gewölbten Geländern, gerahmt von Stuckarbeiten, erhalten. Zwischen den beiden Balkonen über dem Eingangsportal aus geformtem Stein befindet sich eine Stucktafel mit dem Wappen der Ciaburros.
Die Innenräume wurden verschiedenen Veränderungen unterzogen, auch wenn der doppelte Empfangssalon und der Innenhof die Bedeutung erahnen lassen, die einst diese Familie aus Cerreto Sannita hatte. Rechts führt eine kleine Treppe zu den Räumen des Piano nobile, von denen der Große Salon mit quadratischem Grundriss und die kleine Kapelle erhalten sind.
Die Seiten- und die Gartenansicht wurden durch einen Anbau im 20. Jahrhundert ruiniert; dazu gehörte auch der Bau eines Schlafsaalflügels, der sich heute in heruntergekommenem Zustand befindet.